# Clavera
Se llama clavera a una herramienta o molde utilizado para formar la cabeza de los clavos. 
La clavera es una pieza de hierro cuadrada al extremo de la cual se han practicado uno o varios agujeros cuadrados y redondos. En ellos se hace entrar a la fuerza la barra de hierro ardiente de la que se quieren fabricar los clavos de tal suerte que la parte que excede de la clavera se abate para formar la cabeza del clavo. Sin el uso de la clavera, el clavetero tenía muy difícil formar la cabeza de los clavos con el mero uso de la mano y el martillo.
Los herradores tenían su clavera que montadas sobre tajos servían para fabricar los clavos de las carretas. 